# Lo strangolatore della notte
Lo strangolatore della notte (The Night Strangler) è un film televisivo statunitense del 1973 diretto e prodotto da Dan Curtis e sceneggiato da Richard Matheson.
Seguito di The Night Stalker, si è rivelato quasi altrettanto popolare quanto il suo predecessore ed ha registrato un ottimo share, tanto che alla fine ha spinto la ABC a commissionare una serie TV (senza che né lo scrittore Richard Matheson né il produttore e regista Dan Curtis fossero stati coinvolti). 